# Willem Titus van Est
Willem Titus van Est (Batávia, 12 de setembro de 1921 — Amsterdã, 30 de julho de 2002) foi um matemático neerlandês.

## Publicações selecionadas
- Dense imbeddings of Lie groups. Nederl. Akad. Wetensch. Proc. Ser. A. 54 = Indagationes Math. 13, (1951), 321–328.
- Group cohomology and Lie algebra cohomology in Lie groups. I, II. Nederl. Akad. Wetensch. Proc. Ser. A. 56 = Indagationes Math. 15, (1953), 484–492, 493–504.
- On the algebraic cohomology concepts in Lie groups. I, II. Nederl. Akad. Wetensch. Proc. Ser. A. 58 = Indag. Math. 17, (1955), 225–233, 286–294.
- com Korthagen: Non-enlargible Lie algebras. Nederl. Akad. Wetensch. Proc. Ser. A 67=Indag. Math. 26 (1964), 15–31.
- Rapport sur les S-atlas. Transversal structure of foliations (Toulouse, 1982). Astérisque No. 116 (1984), 235–292.